# Oberliga Oest
L'Oberliga Oest va ser la màxima categoria de futbol a la RFA entre els anys 1947 fins la creació de la Lliga alemanya de futbol el 1963. Cobria l'estat de Rin del Nord-Westfàlia, l'estat amb més població del país.

## Història
La lliga va ser creada l'any 1947 com el nivell de futbol més alt de l'estat de nova creació de Renania del Nord-Westfàlia, que en aquell moment formava part de la zona d'ocupació britànica. Va substituir les diverses Gauliga que havien existit fins al 1945 a la regió:
- Gauliga Köln-Aachen
- Gauliga Moselland
- Gauliga Niederrhein
- Gauliga Westfalen

La lliga va ser, juntament amb l'Oberliga Nord, l'última de les cinc Oberliga que es van formar, les altres quatre eren:
- Oberliga Nord (formada el 1947)
- Oberliga Berlín (formada el 1945, originalment amb clubs de Berlín Oest i Est)
- Oberliga Sud-oest (formada el 1945)
- Oberliga Sud (formada el 1945)

L'Oberliga Oest es va formar a partir de tretze clubs de les Landesligas Niederrhein, Mittelrhein i Westfalen. Les Landesligas van romandre com la segona categoria de futbol a l'oest fins al 1949, quan es va formar la 2. Oberliga Oest.
Amb la reintroducció del campionat alemany el 1948, el guanyador i el subcampió de l'Oberliga Oest van passar a la final del torneig amb els altres campions de l'Oberliga. L'Oberliga Oest, juntament amb l'Oberliga Sud, van ser la més forta de les cinc Oberliga, guanyant sis títols alemanys cadascun en el període de l'Oberliga de 1948 a 1963.

## Membres fundadors
- Borussia Dortmund
- Sportfreunde Katernberg
- STV Horst-Emscher
- Hamborn 07
- Rot-Weiß Oberhausen
- FC Schalke 04
- Fortuna Düsseldorf
- SpVgg Erkenschwick
- Alemannia Aachen
- TSG Vohwinkel (fusionat en Wuppertaler SV)
- Preußen Dellbrück (fusionat en Viktoria Köln)
- VfR Köln (fusionat en Viktoria Köln)
- VfL Witten

## Desaparició de l'Oberliga
Amb la introducció de la Lliga alemanya de futbol, cinc equips de l'Oberliga Oest van ser admesos a la nova Bundesliga. La resta de clubs van anar a la nova Regionalliga Oest, una de les cinc noves segones divisions.
Els equips admesos a la Bundesliga van ser:
- 1. FC Köln
- Borussia Dortmund
- Meidericher SV
- SC Preußen Münster
- FC Schalke 04

Els equips admesos a la Regionalliga van ser:
- Alemannia Aachen
- Schwarz-Weiß Essen
- FC Viktoria Köln
- Bayer Leverkusen
- Rot-Weiß Oberhausen
- Borussia Mönchengladbach
- Hamborn 07
- Fortuna Düsseldorf
- Westfalia Herne
- Wuppertaler SV
- TSV Marl-Hüls

El sistema de classificació per a la nova lliga fou bastant complex. Es van tenir en compte les posicions de lliga dels clubs que jugaven a l'Oberliga durant les últimes deu temporades, per la qual cosa els resultats del 1952 al 1955 es van comptar una vegada, els resultats del 1955 al 1959 es van comptar el doble i els resultats del 1959 al 1963 el triple. Un primer lloc va obtenir 16 punts, un setze lloc un punt. Les aparicions al campionat alemany o a les finals de la DFB-Pokal també van ser recompensades amb punts. Els cinc campions de l'Oberliga de la temporada 1962-63 van tenir accés directe a la Bundesliga. Tot plegat, 46 clubs van sol·licitar les 16 places disponibles de la Bundesliga.
Seguint aquest sistema, l'11 de gener de 1963, la DFB va anunciar nou clubs fixos per a la nova lliga i va reduir els clubs elegibles per als set llocs restants a 20. Els clubs de la mateixa Oberliga que estaven separats per menys de 50 punts es van considerar en igualtat de rang i es va utilitzar la posició 1962-63 per determinar l'equip classificat.
Tots els clubs de l'Oberliga Oest, excepte el TSV Marl-Hüls, van sol·licitar ser membre de la Bundesliga. Borussia Dortmund, 1. FC Köln i FC Schalke 04 es van classificar abans d'hora. Meidericher SV i Preußen Münster es van classificar tot i que ambdós clubs tenien menys punts que l'Alemannia Aachen. Aachen va acabar cinquè, Meidericher SV va quedar quart i Preußen Münster va aconseguir un tercer lloc en 1962–63.
Taula de punts:
| Posició | Club                     | Punts 1952 a 1963 | Posició 1962-63 |
| ------- | ------------------------ | ----------------- | --------------- |
| 1       | 1. FC Köln               | 466               | 1               |
| 2       | Borussia Dortmund        | 440               | 2               |
| 3       | FC Schalke 04            | 396               | 6               |
| 4       | Alemannia Aachen         | 285               | 5               |
| 5       | Preußen Münster          | 251               | 4               |
| 6       | Meidericher SV           | 250               | 3               |
| 7       | Fortuna Düsseldorf       | 225               | 13              |
| 8       | Westfalia Herne          | 222               | 14              |
| 9       | Viktoria Köln            | 201               | 8               |
| 10      | Schwarz-Weiß Essen       | 167               | 7               |
| 11      | Rot-Weiß Oberhausen      | 154               | 10              |
| 12      | Borussia Mönchengladbach | 155               | 11              |
| 13      | Hamborn 07               | 101               | 12              |
| 14      | Bayer Leverkusen         | 88                | 9               |
| 15      | Wuppertaler SV           | 52                | 15              |

| Club classificat per a la nova Bundesliga. |

1. 1 2 3  Un dels nou clubs seleccionats l'11 de gener de 1963.
2. 1 2 3 4 5 6 7  Un dels 20 clubs que arribaren a la selecció final.
3. 1 2 3 4  Un dels 15 candidats que van ser eliminats de la selecció final.
4. ↑  El club va retirar la sol·licitud de la Bundesliga.

## Palmarès
Font:
| Temporada | Campió                | Subcampió               |
| --------- | --------------------- | ----------------------- |
| 1947-48   | Borussia Dortmund (1) | Sportfreunde Katernberg |
| 1948-49   | Borussia Dortmund (2) | Rot-Weiß Essen          |
| 1949-50   | Borussia Dortmund (3) | Preußen Dellbrück       |
| 1950-51   | FC Schalke 04 (1)     | SC Preußen Münster      |
| 1951-52   | Rot-Weiß Essen (1)    | FC Schalke 04           |
| 1952-53   | Borussia Dortmund (4) | 1. FC Köln              |
| 1953-54   | 1. FC Köln (1)        | Rot-Weiß Essen          |
| 1954-55   | Rot-Weiß Essen (2)    | SV Sodingen             |
| 1955-56   | Borussia Dortmund (5) | FC Schalke 04           |
| 1956-57   | Borussia Dortmund (6) | Duisburger SV           |
| 1957-58   | FC Schalke 04 (2)     | 1. FC Köln              |
| 1958-59   | Westfalia Herne (1)   | 1. FC Köln              |
| 1959-60   | 1. FC Köln (2)        | Westfalia Herne         |
| 1960-61   | 1. FC Köln (3)        | Borussia Dortmund       |
| 1961-62   | 1. FC Köln (4)        | FC Schalke 04           |
| 1962-63   | 1. FC Köln (5)        | Borussia Dortmund       |

- En negreta els equips que guanyaren el Campionat alemany aquella temporada.